# Coupe de Chine 2014
Navigation
Édition précédente Édition suivante
La Coupe de Chine est une compétition internationale de patinage artistique qui se déroule en Chine au cours de l'automne. Elle accueille des patineurs amateurs de niveau senior dans quatre catégories: simple messieurs, simple dames, couple artistique et danse sur glace.
La douzième Coupe de Chine est organisée du 7 au 9 novembre 2014 au Shanghai Oriental Sports Center à Shanghai. Elle est la troisième compétition du Grand Prix ISU senior de la saison 2014/2015.

## Résultats

### Messieurs
Avant le programme libre, le chinois Han Yan et le japonais Yuzuru Hanyu entrent en collision sur la glace lors de l'échauffement. Tous les deux saignent et ont des blessures visibles au niveau du visage. Ils choisissent toutefois tous les deux de poursuivre le concours.
| Rang | Nom              | Pays         | Points | Programme court | Programme court | Programme libre | Programme libre |
| ---- | ---------------- | ------------ | ------ | --------------- | --------------- | --------------- | --------------- |
| 1    | Maksim Kovtun    | Russie       | 243.34 | 1               | 85.96           | 1               | 157.38          |
| 2    | Yuzuru Hanyu     | Japon        | 237.55 | 2               | 82.95           | 2               | 154.60          |
| 3    | Richard Dornbush | États-Unis   | 226.73 | 4               | 77.23           | 4               | 149.50          |
| 4    | Nam Nguyen       | Canada       | 221.85 | 6               | 72.85           | 5               | 149.00          |
| 5    | Misha Ge         | Ouzbékistan  | 219.28 | 7               | 69.46           | 3               | 149.82          |
| 6    | Yan Han          | Chine        | 206.65 | 3               | 79.21           | 7               | 127.44          |
| 7    | Alexei Bychenko  | Israël       | 204.15 | 5               | 76.96           | 8               | 127.19          |
| 8    | Keiji Tanaka     | Japon        | 189.26 | 11              | 56.82           | 6               | 132.44          |
| 9    | Kim Jin-seo      | Corée du Sud | 183.46 | 9               | 62.46           | 9               | 121.00          |
| 10   | Guan Yuhang      | Chine        | 177.66 | 8               | 63.69           | 10              | 113.97          |
| 11   | Yi Wang          | Chine        | 160.92 | 10              | 57.29           | 11              | 103.63          |

### Dames
| Rang | Nom                    | Pays         | Points | Programme court | Programme court | Programme libre | Programme libre |
| ---- | ---------------------- | ------------ | ------ | --------------- | --------------- | --------------- | --------------- |
| 1    | Elizaveta Tuktamysheva | Russie       | 196.60 | 2               | 67.99           | 1               | 128.61          |
| 2    | Ioulia Lipnitskaïa     | Russie       | 173.57 | 1               | 69.56           | 4               | 104.01          |
| 3    | Kanako Murakami        | Japon        | 169.39 | 3               | 60.44           | 3               | 108.95          |
| 4    | Polina Edmunds         | États-Unis   | 161.27 | 7               | 50.32           | 2               | 110.95          |
| 5    | Gabrielle Daleman      | Canada       | 161.26 | 4               | 58.49           | 5               | 102.77          |
| 6    | Li Zijun               | Chine        | 152.62 | 5               | 53.66           | 6               | 98.96           |
| 7    | Viktoria Helgesson     | Suède        | 143.95 | 6               | 52.00           | 8               | 91.95           |
| 8    | Kim Hae-jin            | Corée du Sud | 137.62 | 9               | 44.72           | 7               | 92.90           |
| 9    | Christina Gao          | États-Unis   | 125.04 | 8               | 47.15           | 11              | 77.89           |
| 10   | Ashley Cain            | États-Unis   | 124.81 | 11              | 39.80           | 9               | 85.01           |
| 11   | Anne Line Gjersem      | Norvège      | 122.78 | 10              | 41.93           | 10              | 80.85           |

### Couples
| Rang | Nom                                           | Pays       | Points | Programme court | Programme court | Programme libre | Programme libre |
| ---- | --------------------------------------------- | ---------- | ------ | --------------- | --------------- | --------------- | --------------- |
| 1    | Peng Cheng / Zhang Hao                        | Chine      | 194.05 | 1               | 69.11           | 1               | 124.94          |
| 2    | Yu Xiaoyu / Jin Yang                          | Chine      | 173.33 | 3               | 57.03           | 2               | 116.30          |
| 3    | Wang Xuehan / Wang Lei                        | Chine      | 172.15 | 2               | 57.27           | 3               | 114.88          |
| 4    | Vera Bazarova / Andrei Deputat                | Russie     | 166.44 | 4               | 56.85           | 4               | 109.59          |
| 5    | Nicole Della Monica / Matteo Guarise          | Italie     | 155.90 | 7               | 53.48           | 5               | 102.42          |
| 6    | Natasha Purich / Andrew Wolfe                 | Canada     | 153.70 | 5               | 56.14           | 6               | 97.56           |
| 7    | Jessica Calalang / Zack Sidhu                 | États-Unis | 147.81 | 6               | 54.66           | 7               | 93.15           |
| 8    | Arina Cherniavskaia / Antonino Souza-Kordyeru | Russie     | 133.45 | 8               | 46.74           | 8               | 86.71           |

### Danse sur glace
| Rang | Nom                                     | Pays       | Points | Danse courte | Danse courte | Danse libre | Danse libre |
| ---- | --------------------------------------- | ---------- | ------ | ------------ | ------------ | ----------- | ----------- |
| 1    | Gabriella Papadakis / Guillaume Cizeron | France     | 160.12 | 3            | 62.12        | 1           | 98.00       |
| 2    | Maia Shibutani / Alex Shibutani         | États-Unis | 157.36 | 1            | 65.20        | 2           | 92.16       |
| 3    | Anna Cappellini / Luca Lanotte          | Italie     | 149.58 | 2            | 62.70        | 3           | 86.88       |
| 4    | Elena Ilinykh / Ruslan Zhiganshin       | Russie     | 144.70 | 4            | 60.48        | 4           | 84.22       |
| 5    | Alexandra Paul / Mitchell Islam         | Canada     | 140.46 | 5            | 56.46        | 5           | 84.00       |
| 6    | Wang Shiyue / Liu Xinyu                 | Chine      | 126.18 | 6            | 49.50        | 6           | 76.68       |
| 7    | Zhang Yiyi / Wu Nan                     | Chine      | 108.66 | 7            | 44.90        | 7           | 63.76       |
| 8    | Zhao Yue / Zheng Xun                    | Chine      | 103.44 | 8            | 41.88        | 8           | 61.56       |

## Source
- Résultats de la Coupe de Chine 2014 sur le site de l'ISU